# Worms (jeu vidéo)
 (novembre 2017).
Si vous disposez d'ouvrages ou d'articles de référence ou si vous connaissez des sites web de qualité traitant du thème abordé ici, merci de compléter l'article en donnant les références utiles à sa vérifiabilité et en les liant à la section « Notes et références ».
Pour les articles homonymes, voir Worms.
Worms (de l'anglais worm : ver) est un jeu vidéo d'artillerie développé par Team17. Il est édité par Ocean Software en 1995 sur Amiga et PC. Premier épisode à succès d'une longue série, le jeu fut porté sur de nombreux supports.
Joué au tour par tour, en 2 dimensions, il oppose deux équipes de vers de terre armés jusqu'aux dents, selon le principe du jeu d'artillerie. Le concept de jeu a été inventé par Andy Davison.

## Système de jeu
Le but étant de détruire tous ses ennemis, on y trouve des armes destructrices à souhait, plus ou moins conventionnelles, allant du bazooka, jusqu'au fusil en passant par le coup de poing de feu ou le mouton explosif.
Ces armes enlèvent de la vie au(x) ver(s) touché(s) ; réduire les points de vie des vers ennemis étant le principal moyen de gagner. Cependant, on peut aussi envoyer les lombrics dans l'eau où ils se noient aussitôt. Certaines armes sont d'ailleurs prévues pour ça, comme la très utilisée batte de baseball. Sortir un ver des limites du jeu permet également de l'éliminer.
Un inventaire d'outils permet également de creuser le décor, de s'agripper au mur ou encore de poser des mines. Un mode "histoire" a vu le jour par la suite, et enfin la 3D a fait son apparition dans les derniers opus.
La violence (quoique relative) est au rendez-vous mais l'ambiance créée permet l'accès au jeu aux plus jeunes.
Grâce aux nombreuses ventes (plus d'un million d'exemplaires du premier opus de par le monde), l'éditeur a pu faire une grande quantité de suites.

## Worms: The Director's Cut
Worms: The Director's Cut (de l'anglais worm : ver) est un jeu vidéo d'artillerie développé par Team17. Il est édité par Ocean Software en 1997 pour Amiga AGA et est connu pour être le dernier jeu développé sur ce support par Team 17.

## Worms Reinforcements
Worms Reinforcements est l'extension du jeu sortie en 1996.